# Xulio Prieto Nespereira
Xulio Prieto Nespereira (Ourense, 7 de desembre de 1896 - Madrid, 5 d'agost de 1991), va ser un pintor, escultor i gravador gallec.
Va aconseguir diversos premis nacionals espanyols, com la Medalla Nacional de Bellas Artes (1932), o el premi Duque de Alba en el concurs nacional organitzat pel Círculo de Bellas Artes de Madrid (1934). És també medalla d'or al Mèrit en Bellas Artes (1974) i medalla d'or de la Medalla de Galícia (1991).

## Estil
Prieto Nespereira va continuar la tradició iniciada per Castro Gil, que el va influenciar en el rigor del dibuix i la fermesa de la incisió en els aiguaforts, especialment en les seves evocacions monumentals. Després llança la seva línia i comença a jugar amb ritmes de corbes, amb la idea de xarxes, d'un estil barroc personal més creatiu i plàstic. A la sèrie de Peces rotos (Peixos trencats) arriba a l'abstracció pura.
Com a pintor, és un expressionista experimentat, de vegades prop del post-cubisme, que també influeix a la seva escultura.

## Trajectòria
Va fer la primera exposició de pintura a l'oli el 1912, a la seva ciutat natal, i dibuixa en els diaris gallecs. Al començar la Primera Guerra Mundial va viatjar a Catalunya i va quedar impressionat pel treball d'Isidre Nonell i Joaquim Mir. Va arribar a Madrid el 1917 i va visitar amb freqüència el Museu del Prado. Va guanyar l'oposició per residir en la Cort i va participar en la Gran Mostra d'Art Gallec a La Corunya.
El 1918 va iniciar classes de pintura amb Fernando Álvarez de Sotomayor, amb el qual va continuar fins al 1921. Va dibuixar al Museu de Reproduccions Artístiques i va col·laborar en revistes gallegues com Alfar i Nós.

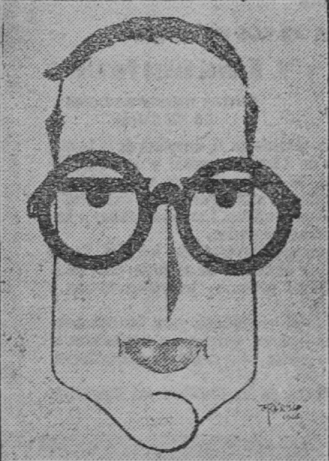
Caricatura en La Zarpa, 1927

El 1922 va enviar per primera vegada gravats a l'Exposició Nacional de Belles Arts. El 1924 va obtenir una bossa de viatge que li va permetre visitar Portugal. Les medalles en aquesta gran mostra van començar a arribar: en 1926 la tercera, en 1930 la segona i en 1932 la primera. Al llarg de la seva vida va guanyar molts altres premis. El 1926 va ser convidat a la Biennal de Venècia. L'any següent a la Triennal de Florència i a la Internacional de Gravadores. El 1928 travessa l'Atlàntic per visitar Buenos Aires i Montevideo, on exposa la seva obra. Al seu retorn a Espanya va fundar el grup de gravació «Los veinticuatro» (Els vint-i-quatre). Va assistir a la Internacional de Barcelona i va visitar París per primera vegada, ja el 1929. Un any després va obtenir el premi honorífic a l'Exposició Hispanoamericana de Sevilla. El 1932, amb la primera medalla a les Belles Arts Nacionals, va competir a la Internacional de Filadèlfia. Aquest mateix any va ser elegit president de l'Associació Espanyola d'Artistes Gravadors i se li va retre un homenatge a Madrid.
Va ser nomenat professor de gravat artístic a l'Escola Nacional d'Arts Gràfiques el 1934 i, un any després, va guanyar el premi Duque de Alba en el concurs nacional organitzat pel Círculo de Bellas Artes. Va dirigir exposicions gravadors anglesos i francesos al Museu d'Art Modern de Madrid. Poc abans de l'inici de la guerra civil, va rebre el premi nacional de gravat.

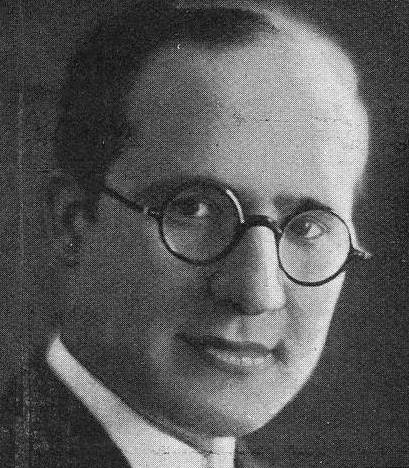
Retrat en Vida Gallega, 1936

Els anys de la guerra els va passar a València i a Barcelona. Va tenir competències de restauració del patrimoni espanyol durant la guerra civil, junt amb Ramón Stolz Viciano, i l'arquitecte del Museu del Prado José Lino Vaamonde.
Com a canceller del Ministeri d'Assumptes Exteriors, viatjà a Uruguai (1947) i a Brasil (1948). Va ser amfitrió oficial a Montevideo, on va exhibir 140 gravats, que també es van mostrar a Rio de Janeiro, São Paulo i Santos, així com a Punta del Este i Buenos Aires, on es va relacionar amb Espilinbergo, Quinquela Martín, i Portinari.
Continuen les seves exposicions a Espanya. Viatja cap al nord d'Àfrica. El 1951 va organitzar l'exposició «Goya i el gravat espanyol», que recorre Amèrica de nord a sud, Filipines, Japó i Orient Mitjà. El 1953 va representar a Espanya a la segona Biennal Hispanoamericana i va obtenir la medalla d'or de l'Associació de Gravadors de Cuba. Va ser nomenat membre de l'Acadèmia de les Arts i les Lletres de l'Havana.
Fins a 1955 va conrear un estil figuratiu. Més endavant va evolucionar el seu concepte plàstic i en 1956 el va donar a conèixer a Praga, París i Hamburg. Va viatjar per França i Bèlgica i va organitzar certamens per donar a conèixer nous valors. El 1960 fou nomenat vicerector de l'Escola Nacional d'Arts Gràfiques i, el 1961, va obtenir el premi de la Fundació March.
Alternant el gravat amb la pintura, el 1966 va realitzar una antologia al Museu d'Art Modern de Madrid, on va exposar per primera vegada les seves famoses sèries d'art com Homes del mar, Dones del camp gallec i Peixos trencats. A proposta seva, s'aprova la creació del Museu Nacional de Gravat Contemporani i Sistemes d'Estampació el 1967, del qual és nomenat director entre 1967 i 1968. El 1968 va ser nomenat Museu Nacional d'Art Contemporani i Sistemes d'Estampació.
La seva obra va continuar recorrent el món. Va exposar a Nova York. El 1971 fou nomenat vocal del patronat del Museu Espanyol d'Art Contemporani, i el 1974 va obtenir la Medalla d'or al Mèrit en Belles Arts. El 1976 obté el premi honorari a la Biennal del Gravat Hispano-Argentí de Mendoza. Un any més tard va fer una exposició a Ourense, on la Diputació va organitzar un cicle de conferències a càrrec d'Otero Pedrayo i Filgueira Valverde.
Els reis d'Espanya li van lliurar el 1980 el diploma i la medalla centenària del Círculo de Bellas Artes. El Museu Provincial de Lugo va inaugurar una sala monogràfica de l'artista, i la ciutat li va dedicar un carrer. El gran conjunt de la seva obra va arribar a Ourense, amb gravats, dibuixos i pintures. Va ser nomenat fill predilecte de la seva ciutat natal el 1984. El Concello de Pontedeume el va convertir en fill adoptiu de la ciutat el 1986. Els últims anys de la seva vida va passar organitzant exposicions dels seus gravats. Malgrat la seva avançada edat, va treballar gairebé fins al mateix dia de la seva mort, que va arribar el 5 d'agost de 1991.
De forma pòstuma, la Biennal Internacional de Gravat porta el seu nom, i la patrocina la Xunta de Galicia.
Va rebre nombroses distincions: l'Ordre del Mèrit de l'Equador, l'Ordre d'Isabel la Catòlica, la medalla d'or del Círculo de Bellas Artes, i la medalla d'or al Mèrit en Treball. També va ser membre de la Reial Acadèmia de Belles Arts de la Corunya, de la Real Academia Galega i membre honorari de nombroses entitats de Madrid, Barcelona i Amèrica.